# Experimentalpanzer Nr. 1
Der Experimentalpanzer Nr. 1 (jap. 試製一号戦車, Shisei ichi-gō sensha) war ein Prototyp eines japanischen Panzers, der ab 1925 entwickelt und 1927 vom Kaiserlich Japanischen Heer getestet wurde. Er war der erste vom Kaiserreich Japan weitestgehend selbst entwickelte und produzierte Panzer.

## Geschichte
Nach dem Ersten Weltkrieg war der Führung des Kaiserlich Japanischen Heeres bewusst, dass ihre Infanterie Panzerunterstützung benötigte. Zur Erprobung der neuen Waffengattung wurde im Oktober 1918 ein britischer Mark IV erworben. 1919 folgte der Kauf von sechs britischen Mark-A und 13 französischen Renault-FT-Panzern. Fünf der zuletzt genannten Fahrzeuge bildeten die erste japanische Panzer-Abteilung, die 1925 als 1. Panzer-Abteilung der 12. Division zugewiesen wurde.
Für die Erweiterung der japanischen Panzerwaffe setzte die Heeresführung auf weitere europäische Panzerkäufe und entsandte eine Kommission nach Europa, um die neuesten britischen, französischen und amerikanischen Modelle zu erwerben. Als die japanische Kommission Interesse an dem neuesten britischen Modell, dem Vickers Medium Mk II verkündete, verweigerte das British High Command den Verkauf mit der Begründung, dass die British Army selber noch nicht ausreichend mit dem neuesten Modell ausgestattet sei und deshalb Vorrang hätte. Die britische Haltung löste in der japanischen Heeresleitung die Diskussion um die generelle Beschaffung von neuesten Panzern aus, worauf das Technische Büro des Kaiserlich Japanischen Heeres, zuständig für die Entwicklung von Waffen und Gerät, sich für die Eigenentwicklung eines in Japan herzustellenden Panzers starkmachte. Obwohl Skeptik herrschte, ob das Technische Büro mit den damals zur Verfügung stehenden japanischen industriellen Möglichkeiten diese Aufgabe meistern konnte, wurde dem Antrag stattgegeben.
Die Entwicklung des ersten in Japan zu produzierenden Panzers begann 1925. Als erster Panzer sollte ein mittelschwerer Kampfpanzer entworfen werden. Das Technische Büro des Kaiserlich Japanischen Heeres hatte folgende Anforderungen an den Kampfwagen:
- Bekämpfung von starken Feldbefestigungen
- Mobilität auf Straßen
- Hohe Feuerkraft mit Rundumschutz durch 57-mm-KwK und zwei Maschinengewehren, eines nach vorne und eines nach hinten gerichtet
- Panzerung muss Treffer durch 37-mm-Pak aushalten
- Straßengeschwindigkeit muss bei ca. 25 km/h liegen
- Überqueren von Gräben von einer Breite von 2,5 m
- 5 Mann Besatzung
- Breite und Höhe muss innerhalb der Bahntransportfähigkeit liegen
- Fahrer muss volle Fahrkontrolle besitzen (im Gegensatz zum Mark IV)
- Einsatzzeit von mindestens 10 Stunden
- Maximal 15 Tonnen Gewicht

Obwohl nicht als Anforderung angegeben war die Produktionszeit des ersten Entwurfs, bedingt durch das Budget, auf 21 Monate begrenzt. Unter diesem Zeitdruck wurde unter der Leitung von Major Tomio Hara mit der Arbeit an dem Entwurf im Technischen Büro im Juni 1925 begonnen. Da es keine Pläne eines Vorgängermodells gab, musste jedes Produktionsteil, von der Mutter bis zur Schraube, von den Ingenieuren neu geplant und gezeichnet werden. Über 10.000 Planzeichnungen wurden für den Bau des ersten japanischen Panzers erstellt.
Im Mai 1926 waren die Planungen abgeschlossen und die Produktion des Prototyps sollte im Arsenal Osaka erfolgen. Das Arsenal Osaka besaß jahrelange Tradition in der Herstellung unterschiedlicher Artillerieausrüstung und verfügte über ausgezeichnetes Ingenieurwissen, für die Panzerherstellung fehlten jedoch industrielle Voraussetzungen. Um dies auszugleichen, wurden nahegelegene Schiffswerften und Eisenbahnproduktionsstätten in die Produktion von einzelnen Komponenten miteinbezogen, wobei die Montage im Arsenal Osaka vorgenommen wurde. Wegen der Vielfalt an beteiligten Produktionsbetrieben bei der Herstellung des ersten japanischen Panzers entpuppte sich der Fertigstellungsprozess als schwierig. So konnten die Panzerplatten nicht zum gewünschten Termin geliefert werden, woraufhin auf Baustahl zurückgegriffen wurde.

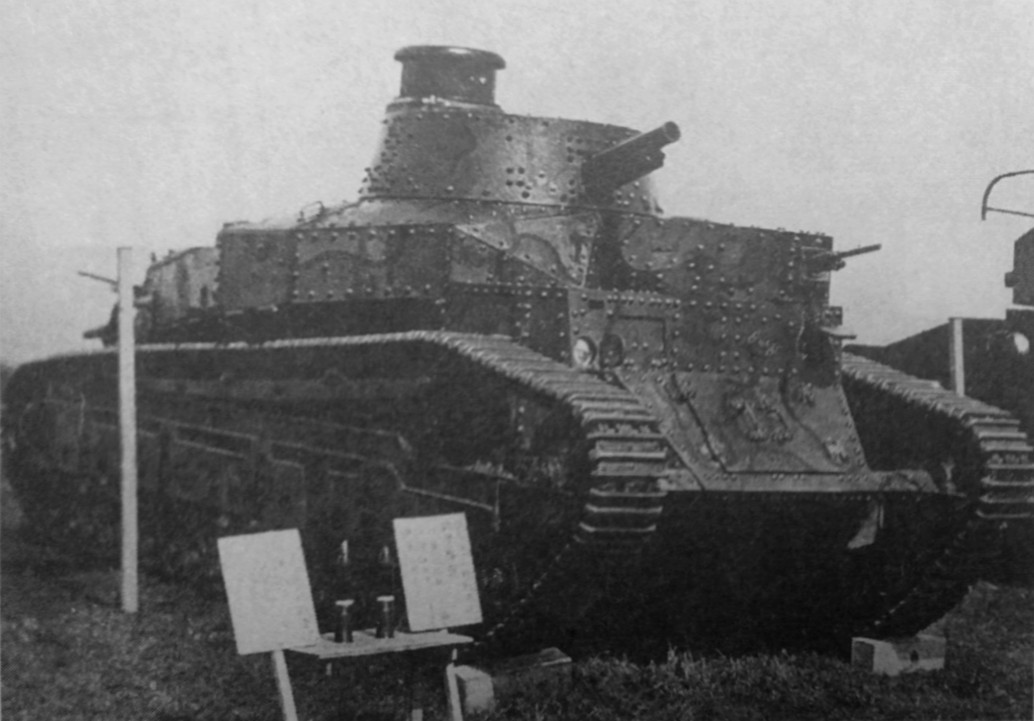
Der Experimtalpanzer Nr. 1 in der Schrägansicht

Die Fertigstellung des Prototyps im Februar 1927 machte große Schlagzeilen im Japanischen Kaiserreich. Etliche hochrangige Offiziere des Heeres beantragten, bei der ersten Vorführung des Prototyps anwesend zu sein. Die Testvorführung fand am 21. Juni 1927 auf dem Fuji-Testgelände statt, bei der eine hohe Anzahl hochrangiger Offiziere des Heereshauptquartiers anwesend war. Nach dem ersten Tag der Vorführung waren die Reaktionen auf den Prototyp durchweg positiv. Am Folgetag vollführte der Prototyp erfolgreich Geländefahrten sowie Überquerung von Gräben und Hindernissen.
Die Tests waren ein voller Erfolg und der Panzer erfüllte alle Anforderungen – bis auf eine: anstatt auf maximal 15 Tonnen Gewicht brachte es der Experimentalpanzer Nr. 1 auf 18 Tonnen. Aus diesem Grund blieb es bei dem Prototyp. Der erfolgreiche Test hatte jedoch gezeigt, dass das Kaiserreich Japan in der Lage war, im eigenen Land Panzerfahrzeuge zu produzieren, und dies ab diesem Zeitpunkt auch tat. Als nächster Prototyp wurde an einem leichteren Panzer gearbeitet, der zur Entwicklung des Typs 89 I-Gō führte. Der Experimentalpanzer Nr. 1 diente später als Vorlage für den schweren Panzer Typ 95.

## Technische Daten
- Gewicht: 18 t
- Länge: 6,03 m
- Breite: 2,40 m
- Höhe
  - mit Beobachtungskuppel: 2,78 m
  - ohne Beobachtungskuppel: 2,43 m
- Überschreitfähigkeit: 2,5 m
- Kletterfähigkeit: 100 cm
- Antrieb: luftgekühlter Mitsubishi-V8-Ottomotor mit 103 kW (140 PS)
- Geschwindigkeit (Straße): 20 km/h
- Fahrbereich: 170 km
- Bewaffnung:
  - 1 × Vickers 57-mm-Kanone mit 110 Schuss
  - 2 × Typ 3 6,5-mm-Schweres-Maschinengewehr mit 5000 Schuss
- Panzerung: 6–17 mm
- Besatzung: 5